# ジオブリーダーズ
『ジオブリーダーズ』（GEOBREEDERS）は、伊藤明弘による日本の漫画作品。『ヤングキングアワーズ』（少年画報社）にて1993年より連載中だが、2009年10月号以降長期休載中である。
番外編に『ジオブリーダーズAA』（原作：伊藤明弘 作画：今掛勇）がある。現在は「ヤングキングアワーズ」にてカラーイラストが掲載されている。

## 概要
作者が得意とするガンアクションを随所に散りばめた、「日本一薬莢の多い漫画」。テンポの良い戦闘シーンと、登場人物の常人離れした身体能力が特徴。『ヤングキングアワーズ』において1993年8月の創刊号から連載されている看板作品の1つ。

## ストーリー
舞台は1995年（昭和70年）、綾金市。日本では、"働く磁気情報"の形をとった「化け猫」が猛威をふるっていた。そんな中、田波洋一はひょんなことで「神楽総合警備」に再就職する。妙齢の美人社員に囲まれ、給料もいい警備会社だったはずが、今では化け猫退治の専門会社となっていた。化け猫たちはリーダーの「黒猫」を筆頭にテロ活動を繰り返し、神楽の仕事も次第に厳しさを増していく。時には死者も出る化け猫退治、周囲の社員は一癖もふた癖もある人物ばかり。「こんな会社辞めてやる」と言いながらも田波は仕事をこなしていく。同じ頃、化け猫たちも「黒猫」を中心に組織的な活動を始めた。商売敵ともいえる「厚生省衛生二課“ハウンド”」も交え物語が幕を開ける。

## 主要登場人物

### 神楽総合警備
田波 洋一（たば よういち）
声 - 三木眞一郎
本作の主人公。以前の勤務先が倒産し、神楽総合警備に再就職した。危険な仕事の多さから「神楽を辞める」と宣言しているものの、入江から衛生二課にスカウトされた後も辞めることはなく、むしろ逆に、神楽が崩壊寸前になった時には中心的な存在となっていた。菊島の影響か、ピストルタイプのクロスボウをよく使う。
雄佳・高見・成沢の3人から好意を持たれている。成沢には、神楽以外の組織の人間と友好な関係を作っておくという意味でアプローチをかけているが、3者の好意に気付いていたかは不明。
黒猫から神楽に残り戦いを見続ける『目撃者』としての仕事を言い渡され、それゆえ化け猫より命の危険が及ぶほどの攻撃はされていなかった模様。しかし黒猫が失脚・舞台から消えたことで本気で命を狙われ、腹部を撃たれ重傷を受け一度入院している。
神楽綜合警備立てこもり事件の際はビルから脱出に成功、ハウンドの成沢による援護射撃や黒猫の助けもあり、ただ一人逃亡に成功した。
三年後に「波田」と名前を変え、普通のサラリーマンに戻って生活していたが、その彼の前に化け猫たちと新生神楽がふたたび現れた時点で連載は中断している。
菊島 雄佳（きくしま ゆか）
声 - こおろぎさとみ
神楽総合警備社長。武器はボウガン。田波にちょっかいを出す。小柄で子供にしか見えないが、年齢不詳。雄麻、梨佳という姉がいる。料理は苦手で、火災報知器を作動させるほどの黒煙をあげる「鰺サンドと出がらしのアメリカン」なる謎料理を作り上げた。
神楽綜合警備立てこもり事件時は姉雄麻とともに外部におり、ビル倒壊とともにあれだけ仲良くしていた田波らの事を記憶からあっさりと消し去り、次の神楽の社長となって人員集めを始めている。
必殺技は「社長キック」。
梅崎 真紀（うめざき まき）
声 - 久川綾
別名「紅の流れ星」。赤木圭一郎、小林旭などのファンで日活映画の拳銃使い（殺し屋）を気取ったトリガー・ハッピーでやたらと撃ちまくるが、「生きている標的」にはまず命中したことがない。以前はルガーP08を愛用していたが、後にモーゼルミリタリーM712に代えている。機関銃から対戦車ライフルまで様々な武器を使用するが、分解整備は苦手でモーゼルでも一度ばらすと組み立てに三時間かかる。化け猫が武装化するに従って圧倒されるようになり、「戦闘は火力」が座右の銘になりつつある。
まだ真紀が学生だった頃に「ルガーの竜」と出会う。以後、竜と行動を共にしコンビを組み、銃の腕前を上げて名声を高めた。また、竜とは恋人関係にあったが、ある日突然ルガーの竜は真紀の前から姿を消した。
再会するも再び行方を眩ました竜を追うべく、神楽の仕事とは別口で竜に繋がる依頼も受けている。ルガーの竜は真紀に対して神楽を抜けろと忠告をしていたが、それに応じることはなかった。
社長や高見ほどではないが田波を気に入っている模様。
田波いわく「違法が服着て歩いてるような人」で普段は前述の殺し屋を気取ったスーツ姿。そのため、たまに女物の服を着ていると知り合いは驚くかあきれている。
神楽綜合警備ビル立てこもり事件の際に厚生省と壮絶な撃ち合いの果てに額を撃ち抜かれ死亡。
桜木 高見（さくらぎ たかみ）
声 - 矢島晶子
メガネっ娘。優れた運動神経の持ち主で、現場での活動時にはインラインスケートを愛用し、縦横無尽に駆けめぐる高機動戦を得意とする。主な武器はバタフライナイフと手榴弾。田波のことが好き。パソコンにも詳しく、ハッキングをしたり自作でゲームを組んだりもする。ピンチに陥る（もしくはとてもショッキングな出来事に遭遇する）と、現実逃避モードである「ふにゅうぅ」（脱力）状態になる。
過去にやおい同人誌を描いており、そのことを田波に知られるのを嫌がっていた。また売り子としてイベント会場でコスプレもしていた。
神楽綜合警備ビル立てこもり事件の際は社外で敵に捕まっており、敵の指示でHDD内で活動中だったまやの削除を実行した。その後の生死は不明。
蘭東 栄子（らんどう えいこ）
声 - 今井由香
経理・事務担当者。お金にうるさい。神楽総合警備の実質的な支配者。高見に並ぶ身体能力の持ち主で、戦闘時はメリケンサックを装備し、格闘技で戦う。「契約は契約、文書は神」という発言にもあるように、法律や契約関係にも明るい。
幼い甥っ子と妙に仲がよく、ショタコン疑惑がある。
神楽綜合警備ビル立てこもり事件の際に足を撃たれてしまい田波らを逃がすためにビル内に残り、ビルの爆発に巻き込まれ死亡した模様だが、死体の描写はない。
姫萩 夕（ひめはぎ ゆう）
声 - 日高奈留美
運転手。車輪がついている物の運転・操縦を担当。車種を問わず抜群のドライビングテクニックを誇るが、「運転手は運転がお仕事」の口癖通り、普段は寝ているか寝ぼけているかで、車が関わらない場面ではほとんど役に立たない。煙草をこよなく愛すヘビースモーカーでもあり、煙草が活動のエネルギー元となっている。好きな銘柄はラッキーストライクで、毎度口に咥えているのは「ラッキーストライク・ウルトラライト」である。
ちなみに7人兄姉の末っ子で、実家に戻ると寝ていることをいいことに、兄姉に着せ替え人形のように遊ばれている。
神楽綜合警備ビル立てこもり事件では田波とビル外まで脱出するも入江に散弾銃で腹部を撃ち抜かれ死亡。死体は愛車ホンダ・バモスとともに爆発炎上した。
まや
声 - 飯塚雅弓
化け猫。田波が幼少の頃に一時的に飼っていたが、田波の親の反対により捨てられてしまった。
黒猫から田波の監視を命じられている。最初のうちは監視対象である田波と距離をとっていたが、期間が長くなるにつれ神楽総合警備の一員と言っていいレベルで行動を共にするようになる。当初は無口であったが、ひょんなことから喋るようになっていった。
「まや」という名前は監視役となった後に田波が命名したもので、化け猫仲間からは「一〇七（ひとまるなな）」と呼ばれている。
得意料理はカルボナーラ。
神楽綜合警備ビル立てこもり時に封印されている化け猫たちに助力を仰ぐためHDD内に自ら封印され侵入し、化け猫達の説得に成功するも桜木高見によりHDD内で削除された。

### 化け猫
黒猫
声 - 堀勝之祐
化け猫のボスとも言える存在。人間の姿に化けているときは黒いコートを着た中年男性の姿をしている。
「人間無しに化け猫は存在できない」という認識をもっており、必ずしも人間に敵対するわけではない。
自らの組織の一部が裏切ったことで表舞台から姿をくらます。
ヴァシュカ
黒猫の腹心、メスの化け猫。
「ヴァシュカ」と命名したのは神楽広行。ロシア皇帝が飼っていた猫の名前からきている。
ロシアから持ち込んだ500kt級核弾頭を、米海軍から奪取したロサンゼルス級原子力潜水艦コロンバスに運び込み潜伏している。
エス
反黒猫派の化け猫のリーダー。
マービン
エスに同調した化け猫の一人。若干自嘲的だが、アーバートの作戦では要となる「クロ」を護って戦った。コートの袖口に仕込んだショットガンで意表を突く戦い方を好む。
アーバート
OVA第二作「乱戦突破」に登場。岐阜県タカオネ市の電話会社・DDK支局を占拠。これを陽動として、タカオネ山の通信施設から衛星回線を使い、潜伏した化け猫全てを暴走させる信号をばら撒こうとした。
田波と矢島の連携で封印されるが、化け猫の神宮寺重工襲撃事件の際には厚生省の改造兵器・M4号として投入された。
タキ
かつて「まや」に拾われた1匹。
黒猫を裏切るが、暫く後には独自の活路を見いだした様子で反黒猫派からも離別した。
〇四九（まるよんきゅう）
昔の神楽警備保障を監視していたメスの化け猫。
神楽警備保障が警察隊に包囲された際、脱出するためにルガーの竜に封印された。そのフロッピーは十数年後に梅崎真紀に託され、現在の神楽によって封印解除され復活した。神楽警備保障の最期を断片的ではあるが記憶している。
現在の神楽の連中からは「まや姉」と呼ばれている。

### 厚生省（衛生二課）
入江 省三（いりえ しょうぞう）
声 - 山寺宏一
一応公安部外事二課から厚生省への出向という形になっているが、それ以前にも各省庁を転々としていて本来どこに所属しているのかは不明とされている謎の男。入江のことをどの方面へ問い合わせても「彼の行動を妨げてはならない」「彼の行動を理解しようとしてはならない」と回答される。慇懃無礼で掴みどころがない。心理戦に長け、銃の扱いも心得ているため生還能力が高い。
張り込みの時にパンと飲み物は欠かせないらしく、ほとんどの場合盗聴しつつ飲み食いしている。また、他人が残していた食べ物も自分が貰おうとする等、結構食い意地が張っているところもある。ただ、こしあんのあんぱんは嫌いらしい。
にこやかな表情をして人当たりは良いものの、実際はかなり冷酷。化け猫による損害が大きくなるたびに権限を拡大され職務を丸投げされてきたらしく、核弾頭争奪戦においては、任務のために犠牲者が出ることを厭わず遂行せよと命じている。また平然と自ら手を汚すこともある。これは、後述の「LAWMAN」でも同じである。田波いわく「悪党」。
昭和51年にも現在と同じ容姿の入江省三なる人物がいたが、現在の入江省三と同一人物かは不明。
作者の別作品『LAWMAN』（ロウマン）と、そのリニューアル版である『LAWMANs』（ロウマンs）にも同じ名前、（ほぼ）同じ容姿のキャラクターが登場する。
上記『LAWMANs』に書き下ろされた短編「LAWMEN」を公式設定に含めるなら、台詞から大蔵省、外務省、労働省にも「入江省三」は存在する。なお、同短編中では、合計13人の入江（と思しき）人物が登場し、執筆当時の中央省庁の数（一府十二省庁）に符合する。
箏井（ことい）
入江の秘書役の女性で、元防災センター職員。とある事件の際に綾金市の防災センターで指揮を執った入江が、防災センターから引き抜いた。つかみ所の無い入江に対して臆することなく淡々と端的な意見を述べられる希有な人物。
絵心があるという特技がある。

#### ハウンド
厚生省内（衛生二課）に設置された対化け猫特殊部隊。「化け猫」の存在は公式には秘匿されているため、出動に際しては偽装のためにごみ収集車と同様の外観を持った隊員輸送車で出動する。
登場当初は軽装だが、化け猫との戦いが過激化するに従って重装備になり、物語後半では戦闘用ヘルメットにボディアーマーといった防弾装備で全身を固めた重装備の特殊部隊となっている。
矢島 宏國（やじま ひろくに）
声 - 大塚明夫
衛生二課課長にしてハウンドの隊長。拳銃・小銃射撃の達人で、ヘリ操縦もこなす。元陸上自衛隊教導団所属の幹部自衛官で、ハウンド設立に際して出向の形で転属し、正式発足に従って隊長となった。
依田 薫（よだ かおる）
声 - 大川透
衛生二課課長補佐にしてハウンドの分隊長。日に日に特撮番組のような装備に変わる隊と緊張感に掛ける神楽の戦いに頭を悩ます苦労人。矢島と同じく元陸上自衛隊の幹部自衛官で、自衛隊時代からの直属の部下である。
OVA 第1作製作時点では名前が設定されておらず、クレジットでは「分隊長」と表記された。
成沢 あゆみ（なるさわ あゆみ）
声 - 長沢美樹
ハウンド第二班所属。漫画版では基礎体力のなさが目立ち、リペリング（懸垂下降）訓練では壁を蹴って徐々に降りるところをそのまま落下したり、ヘリからのロープ降下では着地時にバランスを崩したりする上、よくドジを踏む。しかし射撃の腕前は確かで、部隊での射撃訓練でトップの成績を収めた事もある。任務中、他の隊員と切り離された際は、拳銃1丁で化け猫と死闘を繰り広げた。
田波の病室で一晩明かし待機命令を破った際は罰として髪を切るという話もあったが、「単なるイメチェンではないか？orセクハラではないか？」との理由で結局当時の班長の鈴木が頭を丸める結果になっている。
ハウンドの装備増強後は射撃の腕を買われ狙撃手として任務につく。神楽綜合警備ビル立てこもり事件の際は逃げるところを警官に撃たれそうになった田波を助けるためPSG-1で警官の銃を狙撃し助けている。その際の発砲は依田に認められている模様。
物語の進展と並行して田波との仲も進展中。
蘭東栄子曰く「毒にも薬にもならない美人」。

### その他
ルガーの竜（ルガーのりゅう）
本名不明の自称フェミニスト。
以前の神楽警備保障の唯一の生き残り社員。
梅崎真紀とは過去にコンビを組んでいて、さらに恋人関係にあった。
菊島雄麻に乗っていた飛行機を撃墜され、生死不明となる。
柊 巳晴（ひいらぎ みはる）
ファミリーレストラン「アキーズ西綾金店」で働いていたが勧誘ビデオを見て神楽総合警備に入社した。田波の後輩。
実はアメリカ海兵隊兵士で神楽の化け猫封印プログラムを取得するために神楽に潜入していた。
海兵隊での階級は上等兵。
ロシアから持ち込まれた核弾頭をめぐる米軍、ハウンド、神楽、化け猫の攻防戦の際に神楽から姿を消し、のちに原隊に復帰、雄佳の拉致監禁にも協力した。
デカルト
声 - 中田譲治
CIA工作官。第1期OVAでSEALsにまやを拉致させたが、救出に来た黒猫によって咽喉を斬られ、以後人工喉頭を用いている。
菊島 梨佳（きくしま りか）
以前の神楽警備保障の社長と思われる人物で菊島姉妹の次女。菊島雄佳の姉にあたる。菊島雄佳とほとんど同じ外見。
ルガーの竜らと共に化け猫と戦っていたが、神楽の終末による関係者抹殺で竜の抹殺を図るも失敗。
神楽に対する価値観が創設者である広行と大きく異なっており、化け猫退治は狩りのゲームであるという極端な思考を持っていた。
黒猫と神楽の契約の外に居るとされ、神楽の終末と共に化け猫に葬りさられる。墓が神楽総合警備が誕生した島に存在する。
菊島 雄麻（きくしま ゆま）
菊島姉妹の長女で菊島雄佳の姉。入江を陰で操っている。
子供のころ、一時的に化け猫及び父と行動を共にして、そのときに父が何を望んでいたか理解し、神楽総合警備を継ぐ決意をした。
菊島 千枝子（きくしま ちえこ）
菊島姉妹の母親で神楽の創業者。現在は廃墟となった島で護衛の化け猫たちとひっそりと暮らしている。
神楽創設当時からの成り行きを知っており、化け猫（黒猫）と神楽広行との契約における最重要人物とされていて、『監視対象0（ゼロ）』と呼ばれ様々な組織に監視されている。
田波たちが望む神楽の秘密を知っている存在だが、彼女との接触は同時に神楽の終末と更新を意味する。
米空軍F-22戦闘機による燃料気化爆弾投下で死亡したとみられる。
神楽 広行（かぐら ひろゆき）
神楽保安管理及び神楽総合警備の創業者。菊島千枝子の夫で菊島姉妹の父。
自身が設立した神楽という会社が変わっていくことと、会社に自分の居場所が無くなっていくことに耐えられなくなり、昭和43年の暮れごろに黒猫と接触、その後の昭和51年には千枝子の前から姿を消して黒猫と行動を共にするようになる。その過程で黒猫と神楽の間で何らかの契約を結んだ。
いわば革命家のような存在であり、己の行動が多くの犠牲を生むと理解したうえで自身を『悪党』と呼ぶ。
妻の千枝子、長女雄麻の目の前で航空自衛隊F-1支援戦闘機が投下した爆弾によって消息を絶った。
森
神楽保安管理が経営難に陥っていた時に広行と接触した男。初対面の時から偽名を使っていることを公言している。
彼に出会って以降、神楽保安管理には安定して仕事が来るようになったが、仕事の内容は大きく変わって死者が出るようにもなった。その際の欠員補充も森の紹介によって行われる。彼が連れてくる社員は揃って全員、森と同じように眼鏡をし、ほとんど同じ顔つきだった。
島岡（しまおか）
タクシー会社「綾金無線」に勤めるタクシー運転手。やたらと運が悪く、神楽及び梅崎真紀関連のトラブルに巻き込まれる。

## 主要な用語
化け猫
本作の主要な敵。鋭い爪・牙と身のこなしに基づく高い近接格闘能力を持ち、現代社会に適応した、自身を電子情報化する能力をも駆使する。黒猫に率いられ、組織的な活動をする者（A群）と散発的な騒ぎを起こして神楽やハウンドが日常業務の封印対象として扱う者（B群）に大別される。
人の姿に化けている時には物理攻撃は効かず、さらに物体を透過することも可能。同族の爪や牙によってのみダメージを負う。
作中でまやに拾われた者がどう見ても成人の外見をしていることから、人の姿は化け猫自身の年齢とは無関係。化け猫となる際に「最もイメージしやすい人間の姿」を写している模様。

## 登場するメカニック

### 神楽総合警備
出張くん一号
1.5BOXタイプの自動車。シボレー・アストロに酷似している。
出張くん二号
クルーザー。船名は「りあべ丸」。出張くん五号、六号を搭載していて、更にラハティ L-39 対戦車銃も装備している。
出張くん三号
1BOXタイプの自動車。かつてスバルが販売していたサンバークラシックと思われる。番外編では田波が友人から預かったフィアットパンダが代理とされる。
出張くん四号
ホンダ・バモス。1970年-1973年にかけて本田技研工業が生産・販売したオープンカー型軽トラック。
姫萩夕がプライベートでも使用している。
出張くん五号、六号
出張くん二号に搭載してある水上オートバイ。
出張くん七号
詳細は不明。七号の存在を示唆するセリフがあるのみで七号自体はまだ登場していない。
仮出張くん
電動キックボード。本体に「K-1（仮）」と書いてある。サドルが付いているタイプ。
波動砲
神楽総合警備の地下にあるメインコンピューターの俗称。電力を大量に消費するため、使用時にエアコンをつけるとブレーカーが落ちる。
封印のお札
後述の封印プログラムを起動する為のデバイス。半径1.2m（新型は3m）で四方を囲み繋いだPCのプログラムを起動する事で化け猫をバックアップした上で消去（デリート）する。
作動させると四方に配置した場合の円周圏内、一枚だとお札の直近の物質を分解ないし吹き飛ばす効果があり、爆薬代わりに使用される事も多い。お札自体にもプログラムがインストールされており、初期化やインストールには神楽社内のスパコン・通称「波動砲」を使用する必要がある。
封印のプログラム
誰が組んだか不明とされる化け猫封印プログラム。封印の際には閉鎖空間で四方をお札で囲いその中に封印対象がいる間に「消去(デリート)」と掛け声を叫びつつプログラムを実行することで、お札に接続されたPCで封印することになっている。掛け声に関しては神楽の社員は全員それに準じている（姫萩夕だけはPCに疎いため「でりとっ！」と発音）。ちなみに掛け声をわざわざ叫ぶのは、これが神楽の必殺技であるからとのこと。なおハウンドの封印プログラムはグレネードのような武器でお札を使わずに封印可能。そこから更にシステムを磨き上げ、手持ちのHDDに封印するSWEEP GUNも開発された。
消去(デリート)と言っているのにも関わらず封印後はディスクが排出されその中に封印を行っている。なお神楽は3.5インチフロッピーディスクに、ハウンドはMOに封印を行っている。
封印されたディスクの中身は定期的に神楽社内の波動砲に移されていたが、データは外部リモート等により定期的に厚生省に転送されていたため、桜木高見が波動砲の中を調べた際は移していたはずのデータは存在していなかった。転送された封印データは、各種研究に利用する他、適宜解放して社会に放たれていた。
化け猫は封印される度に記憶や人格その物を含めた内面的な欠落が増え、衝動的・短絡的な行動をとる様になる。神楽の波動砲HDD内に残留していた化け猫は電脳空間でも姿を現わせないほどに「擦り切れて」いた。

### ハウンド
MH-1 バラクーダ
神宮寺重工製のティルトローター方式の垂直離着陸機。ロボットアーム式の20mmバルカン砲とDAX-1を装備した機体。「漢のロマン」と言われつつも周囲からは「非常識な機体」ととられている。
IRDA TACTICAL WAPON
対化け猫用電子兵装。弾倉に相当するMOにある種のコンピュータウイルスが数十種類装填されていて赤外線レーザーに変換して「磁気情報集合体」とも言える化け猫を一定時間麻痺状態にする。しかし数十分で無力化されてしまい、一度解除されたウイルスは通用しなくなるデメリットも存在するため、後述のスウィープガンとの併用は必須である。
パソコンに引き金が付いたようなもので落とせば壊れるような精密機械。導入してからもシステムを根本的に理解していない隊員によってトラブルが続出した。ユニットを交換することでサブマシンガン型や狙撃銃型に仕様を変更できる。
SWEEP GUN
TACウェポンシステムとセットで開発された封印兵器。二本の有線式射出弾頭を持ち、一回の発射で確実に一体の化け猫を封印する。7本のハンディタイプ捕獲機を接続して使用可能なターミナルボックスには厳重にプロテクトを掛けられた5台のHDDを備える。
大量の化け猫を同時に封印できる他、TACウェポンシステムのウイルスプログラム補充の機能も持つ。
DAX-1 磁界防御装置
広域磁気遮蔽システム。特殊な電磁場を展開することで化け猫の磁気情報化を始めとした能力を封じるシステム。作動中は変身や損傷部の再構成もできなくなるが、「旧軍の殺人光線並」と言われる電力消費が欠点。
銃器
- 拳銃：SIG SAUER P228、グロック17（矢島）
- 短機関銃：ベレッタ M12S
- アサルトライフル：SIG SG551、SIG SG552
- 散弾銃：フランキ・スパス12
- 狙撃銃：H&K PSG-1
- 榴弾銃：ワルサー カンプピストル

### その他
PROWLER（プラウラ）
米国ロボット・ディフェンズ・システムズ（RDS）社製の自律型ロボット哨戒車両。Programmable Robot Obsever With Logical Enemy Responseの略であり、PROWLER自体が「うろつく者」という意味の英単語のバクロニムでもある。実在する。化け猫が取り憑いて暴走していたが、神楽とハウンドの共同戦線によって撃破された。

## OVA
独立したストーリーではなく、原作本編の内容とリンクしている。
ちびねこ奪還
正式タイトルは『ジオブリーダーズ 魍魎遊撃隊 File-X ちびねこ奪還』。1998年にOVAとして製作される。全3話。地上波では2004年4月15日から同年5月13日までのフジテレビ平日深夜アニメ枠で、4話に分けて放送された。
乱戦突破
正式タイトルは『ジオブリーダーズ2 魍魎遊撃隊 File-XX 乱戦突破』。2000年にOVAとして製作される。全4話。

### 主題歌
「ダイナマイトマンボ」
ちびねこ奪還のエンディングテーマ。作詞は横山武。作曲・編曲は岩﨑元是。歌は神楽総合警備のみなさん。
「RISING SOUL」
青木沙羅による乱戦突破のオープニングテーマ。作詞は谷口正明。作曲・編曲は岩崎元是。
「マキシンの神楽やんなっちゃった節」
牧伸二による乱戦突破のエンディングテーマ。原曲はハワイ伝承歌。作詞は牧伸二と横山武。コーラスに神楽総合警備のみなさん。

### スタッフ
|                                                | ちびねこ奪還             | 乱戦突破                 |
| ---------------------------------------------- | ------------------------ | ------------------------ |
| 原作・構成・監修                               | 伊藤明弘                 | 伊藤明弘                 |
| 総監督                                         | もりやまゆうじ           | 三沢伸                   |
| 脚本                                           | 黒田洋介                 | 黒田洋介                 |
| キャラクターデザイン ・総作画監督              | 大島康弘                 | もりやまゆうじ           |
| スペシャルメカ・ デザイン                      | -                        | 神宮司訓之               |
| 美術監督                                       | 脇威志                   | 脇威志                   |
| 美術設定                                       | -                        | 南郷洋一                 |
| 色彩設計                                       | 平岡れい子、越川由望     | 平岡れい子、越川由望     |
| 撮影監督                                       | 安津畑隆                 | 安津畑隆                 |
| 音楽                                           | 中川幸太郎               | 中川幸太郎               |
| 音響監督 （ちびねこ奪還） 録音演出（乱戦突破） | 若林和弘                 | 亀山俊樹                 |
| 効果                                           | 野口透                   | 野口透                   |
| 録音調整                                       | 内田誠                   | 内田誠                   |
| 録音助手                                       | 大坪恵美                 | 大坪恵美                 |
| 録音スタジオ                                   | OPレクイエムスタジオ     | OPレクイエムスタジオ     |
| 録音制作担当                                   | 神田直美                 | 神田直美                 |
| 録音制作                                       | オムニバスプロモーション | オムニバスプロモーション |
| アニメーション制作 プロダクション              | カオスプロジェクト       | カオスプロジェクト       |

## ジオブリーダーズAA
番外編として製作した漫画作品。『アワーズライト』（少年画報社）にて2000年12月号から2001年6月号まで連載された。この作品はOVAの内容と原作の間を繋ぐエピソードで、伊藤明弘の原作でアニメーターの今掛勇が作画をしたもの。OVAと原作コミックが別エピソードを扱っている上に相互に伏線を張り合ったりしていて、OVAを見ないと理解できない描写が原作にあったりするので、これらを補完する内容となっている。
単行本 書誌情報
ジオブリーダーズAA （全1巻、2001年8月、番外編、作画：今掛勇＋原作：伊藤明弘）少年画報社、ISBN 978-478592114-9